# Hyphozyma sanguinea
Hyphozyma sanguinea är en svampart som först beskrevs av C. Ramírez, och fick sitt nu gällande namn av de Hoog & M.T. Sm. 1981. Hyphozyma sanguinea ingår i släktet Hyphozyma, klassen Leotiomycetes, divisionen sporsäcksvampar och riket svampar.   Inga underarter finns listade i Catalogue of Life.